# Populus yunnanensis
Populus yunnanensis é uma espécie de árvore do gênero Populus, pertencente à família Salicaceae. É nativa do leste da Ásia, e se encontra principalmente na China, em Guizhou, Sichuan e Yunnan.